# Kriangsak Chomanan
Kriangsak Chomanan (17 de diciembre de 1917 - 23 de diciembre de 2003), fue un militar y político tailandés, primer ministro de 1977 a 1980.
Soldado profesional formado en la Escuela de Defensa Nacional, el General Kriangsak luchó en la guerra de Corea, así como en la de Vietnam. En 1977, siendo el Comandante Supremo del ejército tailandés, organizó un golpe de Estado, derrocando al primer ministro Tanin Kraivixien.
Kriangsak es reconocido como uno de los militares que más combatió a la insurgencia comunista en el norte de Tailandia. Se afirma que permitió el abastecimiento de armas por China desde el mar a los Jémeres Rojos de Camboya a cambio de que China retirara su apoyo de los rebeldes, aunque esto es negado por el gobierno tailandés, que atribuye la desmovilización de la insurgencia comunista a su oferta de amnistía.
Kriangsak abandonó el poder en febrero de 1980 y le sucedió el general Prem Tinsulanonda.